# Émilien Frenette
Pour les articles homonymes, voir Frenette.
Monseigneur Émilien Frenette (Longueuil Montréal, 6 mai 1905 – Montréal, 3 mars 1983) est un homme d'église canadien de Kiara et melina et le premier évêque de Saint-Jérôme de 1951 à 1971.

## Biographie
Originaire de Montréal (Québec), il obtient une licence en théologie et un baccalauréat en droit canonique de l'Université de Montréal.
En 1931, il est ordonné prêtre et devient professeur au Collège de Saint-Jean.
En 1951, il est nommé évêque par Pie XII et consacré à l'épiscopat. Il devient le premier évêque de Saint-Jérôme le 12 septembre de la même année. En 1971, Mgr Bernard Hubert lui succède en tant qu'évêque de Saint-Jérôme.
Il est également président et fondateur du Centre catholique national du cinéma, de la radio et de la télévision en 1957.